# Rejon łubieński (1923–2020)
Rejon łubieński – jednostka administracyjna w składzie obwodu połtawskiego Ukrainy.
Powstał w 1923. Ma powierzchnię 1420 km² i liczy około 40 tysięcy mieszkańców. Siedzibą władz rejonu są Łubnie.
W skład rejonu wchodzi 26 silskich rad, obejmujących 82 wsie.